# Тай У
Тай У (кит. трад.: 太戊; піньїнь: Tai Wu) або Да У — правитель Китаю з династії Шан, брат Сяо Цзя.

## Правління
Спочатку його правління було не дуже вдалим, однак за сім років все змінилось: правитель почав дослухатись до своїх міністрів і старанно працювати, ставши гарним володарем.
У 26-й рік його правління до його держави відрядила свого посланця володарка Західних варварів. Невдовзі Тай У відрядив свого посланця з візитом у відповідь. У 35-й рік свого правління правитель написав поему під назвою «Яньче». У 46-й рік правління Тай У був великий врожай. На 58-му році свого правління імператор збудував місто Пугу. У 61-й рік правління Тай У до його володінь відрядили своє посольство дев'ять східних варварських племен.
Загалом Тай У правив близько 75 років, владу по його смерті успадкував його брат Юн Цзі.